# Nodame Cantabile
Nodame Cantabile (яп. のだめカンタービレ Нодамэ Канта:бирэ, «Певучая Нодамэ») — манга Томоко Ниномии. Согласно опросу, проведённому в 2007 году министерством культуры Японии, занимает 14-е место среди лучшей манги всех времён.

## Сюжет

### Nodame Cantabile
Синъити Тиаки — лучший пианист своего университета и превосходный скрипач, также мечтающий стать дирижёром. Однако боязнь путешествий (аэрофобия и гидрофобия) не позволяют ему отправиться в Европу, колыбель классической музыки, к всемирно известному дирижёру Себастьяну Виейре, который обещал стать его учителем. Однажды вечером Тиаки сильно напивается. На следующее утро он просыпается в квартире своей соседки Мэгуми Ноды. Впечатлённый её игрой на фортепиано, Тиаки берет на себя заботу о девушке, которая в него влюбляется. Однако счастливый случай позволяет Тиаки обучиться дирижированию: в его консерваторию приезжает маэстро Штреземанн, чтобы преподавать там в течение года. Из талантливых студентов он организует оркестр.

### Nodame Cantabile: Paris-Hen
Нодамэ и Тиаки прилетают в Париж, где их ждут новые приключения и новые друзья. Тиаки участвует в конкурсе дирижёров, не решаясь увидеться с маэстро Виейрой. Нодамэ с трудом справляется в парижской консерватории. Новый учитель фортепьяно, который был поражён её выступлением на конкурсе в Японии, устраивает ей сольные выступления.

### Nodame Cantabile: Final
Герои продолжают подрастать как в личном, так и в профессиональном плане. Нодаме по-прежнему учится в консерватории и готовится давать сольные выступления, а Тиаки был принят коллективом оркестра Рю Марле, под его руководством оркестр впервые за долгое время дал успешное выступление.

## Персонажи

### Главные герои
Синъити Тиаки (яп. 千秋真一 Тиаки Синъити) — главный герой. Ему 22 года, учится на 3-м курсе по классу фортепиано. Мечтает стать дирижёром, но из-за боязни полетов и плавания он не может уехать из Японии. После встречи с Нодамэ его жизнь кардинально меняется, и он всё ближе к своей мечте. Довольно долго не может разобраться в своих чувствах к Нодамэ, но при этом заботится о ней и очень любит её игру на фортепиано. Хотя постоянно испытывает дискомфорт от избыточного внимания Нодамэ.
Сэйю: Томокадзу Сэки
Мэгуми Нода (яп. 野田恵 Нода Мэгуми) — она же Нодамэ (яп. のだめ). Ей 21 год, второкурсница. Она ужасная хозяйка и грязнуля, но в то же время талантливая пианистка, у неё превосходный слух и эдейтическая память (мгновенно запоминает музыку). Она подбирает пьяного Тиаки около своей двери, а после начинает его преследовать. Довольно часто ведёт себя как ребёнок, но при этом у неё необыкновенные способности к концентрации, а её игра растёт на глазах. Привязалась к Тиаки настолько сильно, что и дня без него не представляет.
Сэйю: Аяко Кавасуми

### Второстепенные персонажи
Рютаро Минэ (яп. 峰龍太郎 Минэ Рю:таро:) — студент 3-го курса по классу скрипки, сын хозяина китайского ресторана «Уракэн». Считает свой стиль игры уникальным, однако окружающим он кажется «грязным». Завидует Тиаки и постоянно старается дотянуться до его уровня, но после того, как тот становится дирижёром S-оркестра, а он его концертмейстером — начинает считать его лучшим другом. Его игра становится заметно лучше и он даже на отлично сдаёт экзамены. Кажется, что он так же несерьезён, как и Нодамэ (с которой он нашёл общий язык), но на самом деле очень наблюдательный и понимающий парень.
Сэйю: Синдзи Кавада
Масуми Окуяма (яп. 奥山真澄 Окуяма Масуми) — четверокурсник, литаврист и барабанщик. Из-за волос и манеры одеваться его часто принимают за женщину, да он и сам считает себя ни кем иным, как женщиной. Гомосексуал, безответно влюблён в Тиаки, но его любовь больше похожа на обожание. Если бы не Нодамэ, то он, возможно, и не смог бы общаться с Тиаки, хотя саму Нодамэ он на дух не выносит, и даже пытался от неё избавиться.
Сэйю: Ёсинори Фудзита
Маэстро Франц фон Штреземанн (яп. フランツ・フォン・シュトレーゼマン Фуранцу фон Сюторэ:дзэман) — всемирно известный дирижёр, приехавший как приглашённый преподаватель. Сразу обращает внимание на Тиаки, Нодамэ и других талантливых студентов. В обычной жизни он отличается эксцентричным поведением, что постоянно создаёт Тиаки проблемы. Любит выпить, общество прекрасных дам, заядлый игрок. Постоянно конфликтует и в то же время боится свою помощницу Элизу.
Сэйю: Синдзи Огава
Киёра Мики (яп.  三木清良 Мики Киёра) — подающая надежды скрипачка. Училась в Вене, но последовала за своим учителем в Японию, где решила собрать оркестр под дирижированием Тиаки, а она — концертмейстер. Встречалась с Мине, но после ей пришлось ненадолго вернуться в Вену.
Сэйю: Санаэ Кобаяси
Ясунори Куроки (яп. 黒木 泰則 Куроки Ясунора) — гобоист, который учился в Германии, но вернулся в Японию, чтоб присоединиться к «Rising Stars». Влюбился в Нодамэ, так как считал, что она «Ямато Надэсико», но потом узнает, что она любит Тиаки. После того, как Тиаки с Нодамэ уехали в Париж, он должен был уехать в Германию, но так получилось, что поехал в Париж, где долгое время не мог обжиться. Там же он снова встретил Нодамэ и Тиаки. Довольно неравнодушен к Тане, хотя тщательно это скрывает.
Сэйю:
Татьяна Вишнёва (яп. タチヤーナ・ヴィシニョーワ) — русская девушка, которая в семнадцать лет приехала в Париж, чтобы играть на фортепиано. Живёт в том же доме, куда переехали Нодамэ с Тиаки. Она любит всё слишком яркое и делает яркий макияж, но при этом хорошая хозяйка. Таня больше уделяет времени походам по магазинам и поискам богатого парня-француза, чем игре на фортепиано. Но после знакомства с Нодамэ, а позже и Куроки, она становится серьёзней и даже участвует в конкурсе, чтоб остаться во Франции, так как понимает, что не хочет проигрывать Нодамэ, которой восхищается Ясу.
Сэйю: Сидзука Ито
Франк Лантоин (яп. フランク · ラントワーヌ Лантоин Франк) — девятнадцатилетний француз, который перешёл в консерваторию, потому что его пригласил профессор Оклер, из-за чего обижался на Нодамэ. Он отаку, поэтому сразу же влюбляется в Нодамэ, и сначала пытается скрыть от неё своё увлечение, но его тайна была быстро раскрыта. После понимает, что у него нет ни шанса и начинает считать Нодамэ другом-отаку.
Сайко Тагая (яп. ) —
Сэйю: Хитоми Набатамэ
Сакура Саку (яп. ) —
Сэйю: Мамико Ното
Кодзо Это (яп. ) —
Сэйю: Кадзуя Накаи
Ясунори Куроки (яп. ) —
Сэйю: Масая Мацукадзэ
Тору Кикути (яп. )
Сэйю: Дзюнъити Сувабэ

## Медиа

### Манга
Манга была лицензирована в Северной Америке компанией Del Rey Manga.

### Аниме сериал
В Японии по манге было снято 3 аниме-сериала. Премьера первого сезона Nodame Cantabile состоялась с января по июнь 2007 года. Продолжение первого сезона, также известное как Nodame Cantabile: Paris Chapter (Парижская глава), транслировалось в конце 2008 года. Показ третьего сезона аниме прошёл в первой половине 2010 года.

### Игры
Игры, основанные на сюжете Nodame Cantabile, вышли на платформах Nintendo DS, PlayStation 2 и Wii в 2007 году.

## Музыкальное оформление
В эпизодах использовалась классическая музыка композиторов Бетховена, Моцарта, Малера, Шопена, Брамса, Гершвина, Рахманинова, Баха, Шумана, Штраусса и других.
За музыкальное сопровождение отвечал композитор Мацутани Сугуру.
Открывающая тема:
«Allegro Cantabile» в исполнении SUEMITSU & THE SUEMITH
Завершающая тема:
«Konna ni Chikaku de» в исполнении Crystal Kay (с 1 по 12)
«Sagittarius» в исполнении Suemitsu и Nodame Orchestra (с 13 по 22)
«Allegro Cantabile» в исполнении Suemitsu и The Suemith (23 эпизода)
| № | Название | Длительность |
| - | -------- | ------------ |

## Сходство с «Мёдом и клевером»
Nodame Cantabile часто сравнивают с другим произведением — Honey and Clover. Действие обоих происходит в высшей школе искусств: в «Мёде и клевере» это художественная школа. Оба произведения ориентированы в основном на взрослую аудиторию. Особенно разительно сходство аниме-версий, дизайн персонажей которых делал один и тот же художник.

## Критика
В 2004 году она получила премию манги издательства «Коданся» в категории сёдзё.